# Robert Svendsen
Robert Svendsen, né le 10 décembre 1884 à Copenhague et mort le 17 juillet 1938 à Langøre sur l'île de Samsø, est un aviateur et pilote automobile danois. Il est un pionnier de l'aviation au Danemark.

## Biographie
Robert Svendsen assiste à la Grande Semaine d'aviation de la Champagne en 1909. Il apprend ensuite à voler avec Alfred Nervø à l'école de pilotage de Mourmelon.
Le 5 janvier 1910, Robert Svendsen établit un record en volant à une altitude de 84 mètres au-dessus de Kløvermarken, qui était à l'époque le seul aérodrome autorisé du Danemark. Le 15 janvier 1910, il est la première personne en Scandinavie à recevoir une licence de pilote. Il participe au meeting d'aviation de Nice du 10 au 25 avril 1910.
Les vols de Robert Svendsen avec l'avion Voisin Dania sont documentés dans le film muet de 1910 Robert Svendsens Flyvning.
Le 17 juillet 1910, il s'envole de Kløvermarken sur l'île d'Amager à Copenhague pour rejoindre Limhamn au sud de Malmö. Quatre ans plus tôt, Jacob Ellehammer avait effectué les premiers sauts en avion sur l'île de Lindholm, dans le Smålandsfarvandet, en 1906. À l'époque, le Danemark comptait parmi les leaders de l'aviation. Son ami Carl Theodor Dreyer, qui se trouvait à Limhamn lorsque Svendsen a atterri.
En 1911, Robert Svendsen atterrit son avion à Køge et remporte un prix de 1 000 DKK pour un vol de plus de 40 kilomètres délivré par Krak. Le voyage a duré 35 minutes.
Les vols ont lieu dans l'avion Dania, que l'employeur de Robert Svendsen, le grossiste Gustav Salomonsen, a acheté en France aux frères Voisin. Après le vol au-dessus de l'Øresund, Svendsen a reconstruit l'avion selon les plans du concepteur d'avions anglo-français Henri Farman. L'avion remodelé a été utilisé comme premier avion militaire danois sous le nom de Glenten, qui a été utilisé dans les années 1912-1913 comme avion d'entraînement par la Marine danoise. Cet avion est conservé au musée technique du Danemark à Elseneur.
Il est le premier à voler en Finlande, à Helsinki, le 11 février 1911. Le 11 septembre 1911, Svendsen effectue un vol de Middelfart en Fionie à Fredrika. Ce vol est considéré comme le premier vol postal dans les pays nordiques, car il transportait environ 300 cartes postales et un certain nombre d'exemplaires du journal Middelfart Avis.
Robert Svendsen participe également à des courses automobiles dans les années 1910.
Il se retire de l'aviation en 1912 et devient ensuite concessionnaire automobile dans son ancienne entreprise, H. C. Christiansen, d'abord à Aarhus, puis à Copenhague.
Le 17 juillet 1938, le bateau dans lequel il se trouve chavire et il se noie.

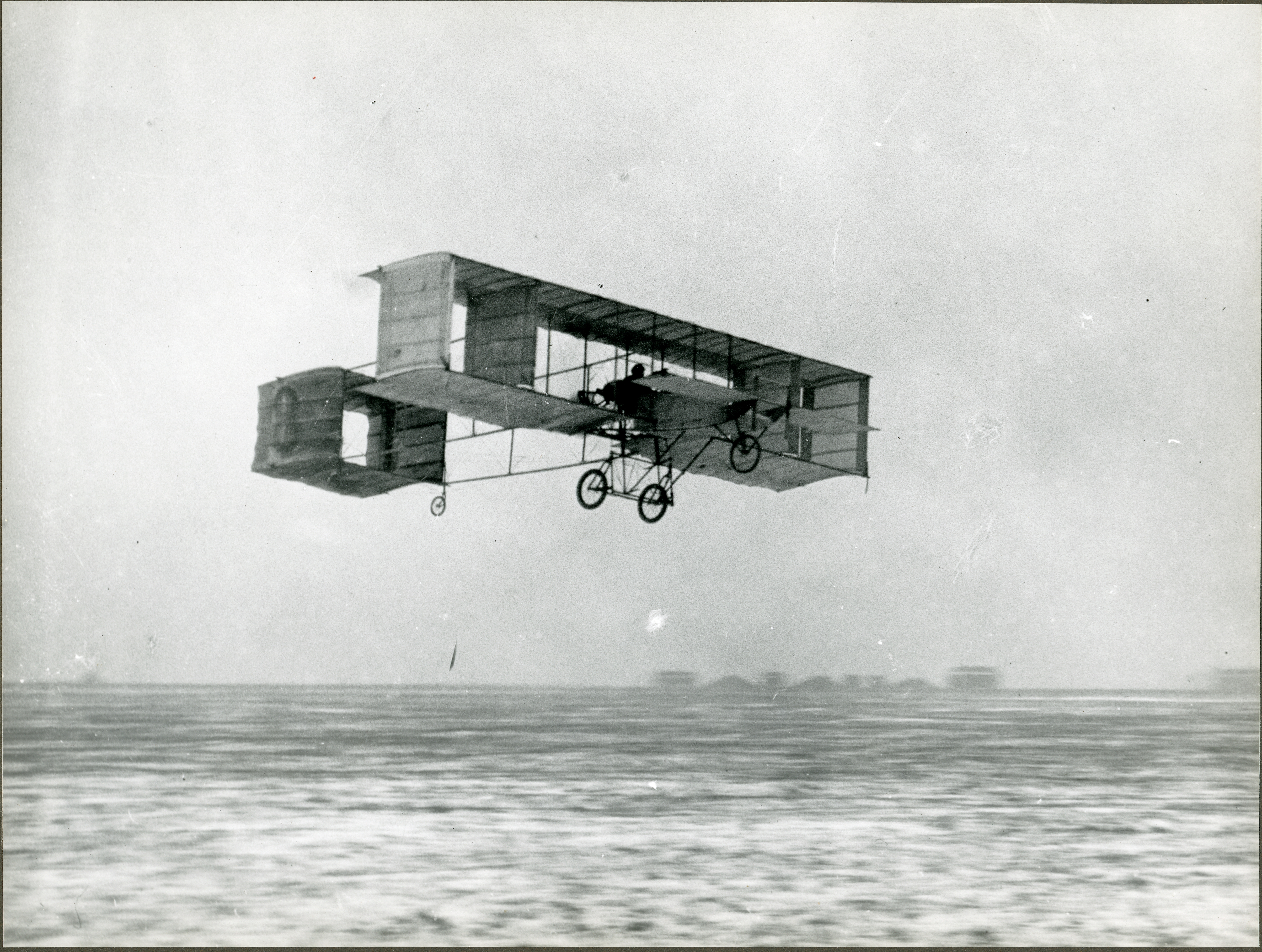
Robert Svendsen avec son biplan Voisin en 1910 sur la route de Kløvermarken à Limhamn.

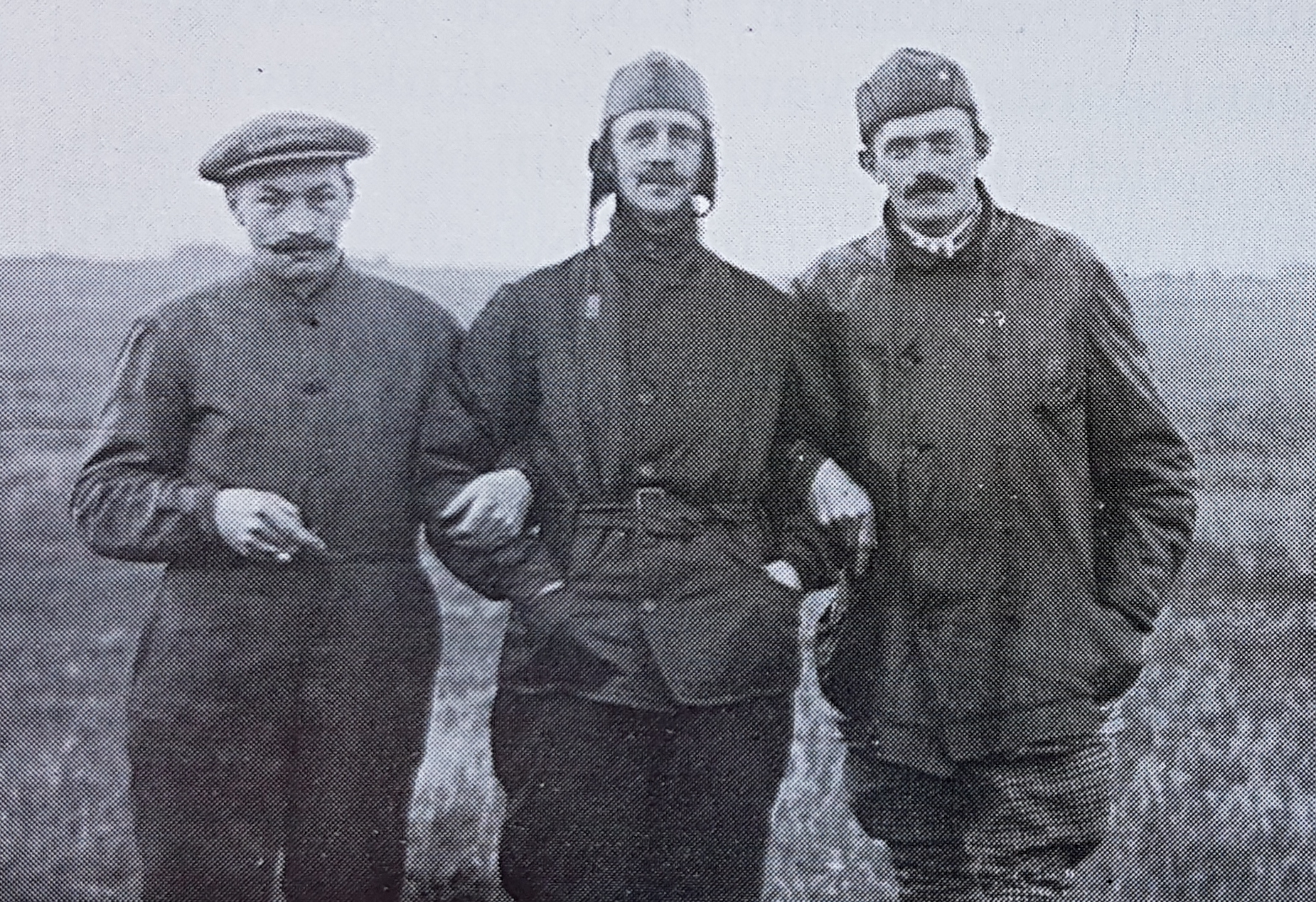
Robert Svendsen, Carl Cederström et Alfred Nervø.

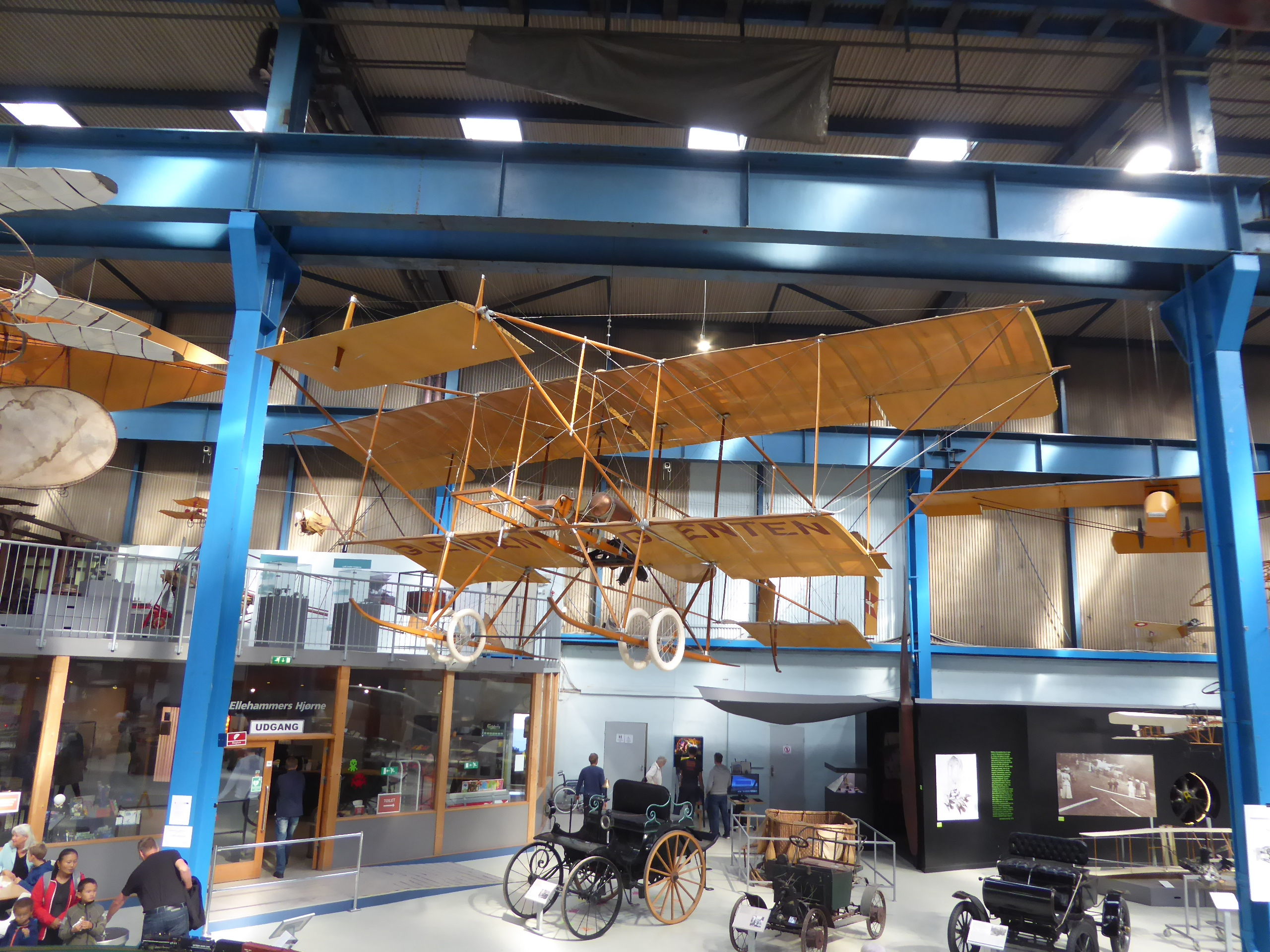
Le Glenten conservé au musée technique du Danemark à Elseneur.